# Barranc de Collmorter
El Barranc de Collmorter és un barranc del terme de Castell de Mur, que es forma en terme de Mur, a prop del poble de Collmorter, i davalla de seguida cap a l'antic terme de Guàrdia de Tremp, al Pallars Jussà.
Es forma a l'Obac del Castell, des d'on davalla cap al nord-est per tal d'abocar-se en el barranc d'Arguinsola en uns 600 metres de recorregut. Discorre paral·lel al barranc de les Calcilles, a ponent seu, i al barranc de la Font del Xato, a llevant.